# فهرست گویش‌های انگلیسی
گویش‌ها گونه‌های زبانی هستند که ممکن است در تلفظ، واژگان، املا و دستور زبان متفاوت باشند. برای دسته‌بندی گونه‌های زبان انگلیسی فقط از نظر تلفظ، به لهجه‌های منطقه‌ای انگلیسی مراجعه کنید.

## بررسی
گویش‌ها را می‌توان به‌عنوان «شکل‌های فرعی از زبان‌هایی که به‌طور کلی قابل درک متقابل هستند» تعریف کرد. انگلیسی‌زبانان کشورها و مناطق مختلف از انواع لهجه‌های مختلف (سامانه‌های تلفظ) و همچنین واژگان محلی و ساختارهای دستوری مختلف استفاده می‌کنند. بر اساس این عوامل می‌توان گویش‌های مختلفی را شناسایی کرد. گویش‌ها را می‌توان در سطوح وسیع‌تر یا محدودتر دسته‌بندی کرد: در یک گویش ملی یا منطقه‌ای گسترده‌تر، می‌توان گویش‌های مختلف محلی‌تر را شناسایی کرد و غیره. ترکیبی از تفاوت‌ها در تلفظ و استفاده از کلمات محلی ممکن است برخی از گویش‌های انگلیسی را برای گویشوران مناطق دیگر بدون هیچ گونه آشنایی قبلی تقریباً نامفهوم کند.
لهجه‌های اصلی بومی انگلیسی اغلب توسط زبان‌شناسان به سه دسته کلی تقسیم می‌شوند: گویش‌های جزایر بریتانیا، گویش‌های آمریکای شمالی و لهجه‌های استرالزی. گویش‌ها را نه تنها می‌توان با مکان، بلکه با گروه‌های اجتماعی خاص مرتبط کرد. در یک کشور انگلیسی زبان خاص، شکلی از زبان وجود دارد که به عنوان انگلیسی معیار در نظر گرفته می‌شود: انگلیسی‌های معیار کشورهای مختلف متفاوت هستند و می‌توانند خود را گویش در نظر بگیرند. انگلیسی معیار اغلب با لایه‌های تحصیل‌کرده‌تر جامعه و همچنین گونه‌های رسمی‌تر مرتبط است.
انگلیسی بریتانیایی و آمریکایی هنجارهای مرجع برای انگلیسی به عنوان گفتاری، نوشتاری و تدریس در سایر نقاط جهان هستند، به استثنای کشورهایی که در آن‌ها انگلیسی به صورت بومی صحبت می‌شود مانند استرالیا، کانادا، ایرلند و نیوزلند. در بسیاری از کشورهای سابق امپراتوری بریتانیا که در آن‌ها انگلیسی به صورت بومی صحبت نمی‌شود، گونه‌های انگلیسی بریتانیایی در کنار کاربردهای متعدد انگلیسی آمریکایی که در سراسر جهان انگلیسی‌زبان رواج یافته‌است به دقت دنبال می‌شوند. برعکس، در بسیاری از کشورهایی که از لحاظ تاریخی تحت تأثیر ایالات متحده قرار دارند و در آن‌ها انگلیسی به صورت بومی صحبت نمی‌شود، گونه‌های انگلیسی آمریکایی به دقت دنبال می‌شوند. بسیاری از این کشورها، در حالی که تأثیرات قوی انگلیسی بریتانیایی یا انگلیسی آمریکایی را حفظ کرده‌اند، گویش‌های منحصر به فرد خود را توسعه داده‌اند که شامل انگلیسی هندی و انگلیسی فیلیپینی می‌شود.
در میان دیگر گویش‌های بومی انگلیسی زبان انگلیسی کانادایی و انگلیسی استرالیایی هستند که رتبه‌های سوم و چهارم را از نظر شمار گویشوران بومی دارند. در بیشتر موارد، انگلیسی کانادایی، در حالی که دارای ویژگی‌هایی از گویش بریتانیایی نیز است، در کنار برخی ویژگی‌های بومی کانادا، با انگلیسی آمریکایی در واژگان، واج‌شناسی و نحو در اشتراک فراوان است که باعث می‌شود بسیاری انگلیسی آمریکای شمالی را به عنوان گروهی ارگانیک از گویش‌ها بشناسند. انگلیسی استرالیایی نیز به همین ترتیب، در کنار ویژگی‌های فراوان منحصر به فرد خود، اشتراکات فراوانی با انگلیسی آمریکایی و بریتانیایی دارد ولی نسبت به انگلیسی کانادایی درجه تمایز بسیار بالاتری را از هر دو گونه بزرگ‌تر دارد. انگلیسی آفریقای جنوبی، انگلیسی نیوزیلندی و انگلیسی ایرلندی نیز متمایز هستند و در رتبه‌های پنجم، ششم و هفتم از نظر تعداد گویشوران بومی قرار دارند.

## اروپا

گویش‌ها و لهجه‌های انگلیسی که در جزایر بریتانیا صحبت می‌شود.

زبان انگلیسی در اروپا

### بریتانیای کبیر
- انگلیسی بریتانیایی

#### انگلستان
زبان انگلیسی در انگلستان:
- انگلیسی معیار (با لهجه انگلیسی فصیح اشتباه گرفته نشود)
- شمالی
  - لانکاشری (لانکاشر) و چشری
    - بولتونی
    - منچستری (منچستر)
    - اسکاوس (مرزیساید)

  - کامبریایی (کامبریا)
    - باوویی (باوو-این-فورنس)

  - نورث‌آمبریایی (نورث‌آمبرلند و دورام)
    - جوردی (تاینساید)
    - مکم (ساندرلند)
    - پیتماتیک (میدان زغال سنگ بزرگ شمالی)
    - اسموگی (تیساید)

  - یورکشر
- سرزمین میانه شرقی
  - لینکلنشر
- سرزمین میانه غربی
  - سرزمین سیاه
  - برومی (بیرمنگام)
  - سفالگری (شمال استافوردشر)
  - کاونتری
- انگلیسی شرقی
  - نورفولک
  - سافولک
- جنوبی
  - کاکنی (طبقه کارگر لندن و مناطق اطراف)
  - پای‌رودی (طبقه متوسط لندن، هوم کانتی و همپشر)
  - لندنی چندفرهنگی (لندن)
  - ساسکس
- سرزمین غربی
  - کورن‌وال
  - بریستولی
  - دورست
  - جانر (پلیموث)

#### اسکاتلند
- انگلیسی اسکاتلندی
  - گلاسکویی
  - کوهستانی

#### ولز
- انگلیسی ولزی
  - ابرکراف
  - کاردیف
  - گوور
  - پورت تالبوت

#### انگلیسی غیرجغرافیایی
- انگلورومانی

### وابسته‌ها و قلمروهای بریتانیا

#### جزایر کانال
- انگلییسی جزایر کانال

#### جزیره من
- انگلیسی جزیره من

#### جبل‌الطارق
- انگلیسی جبل‌الطارقی

### ایرلند
- انگلیسی ایرلندی (انگلیسی ایرلندی)
  - اولستری
    - لهجه‌های اسکاتس اولستر (اسکاتس)

  - لینستر
    - دوبلینی
      - دوبلین ۴ (D4)

  - ایرلند جنوب غربی
- منقرض شده
  - گویش فورث و برگی (همچنین با نام یولا شناخته می‌شود)، گمان می‌رود که از نوادگان انگلیسی میانه باشد که در شهرستان وکسفورد صحبت می‌شود
  - فینگلی، یکی دیگر از نوادگان احتمالی انگلیسی میانه، که در فینگل صحبت می‌شود

### اروپا
انگلیسی اروپایی:
- انگلیسی اتحادیه اروپا

#### دانمارک
- انگلیسی دانمارکی

#### فنلاند
- انگلیسی فنلاندی

#### آلمان
- انگلیسی آلمانی

#### مالت
- انگلیسی مالتی

#### هلند
- انگلیسی هلندی

#### نروژ
- انگلیسی نروژی

#### سوئد
- انگلیسی سوئدی

## آمریکای شمالی

### ایالات متحده
انگلیسی آمریکایی:
- انگلیسی فرهنگی و قومی آمریکایی
  - انگلیسی آفریقایی-آمریکایی
    - انگلیسی بومی آفریقایی-آمریکایی («ابونیکس»)

  - انگلیسی بومی کاجون
  - عمومی آمریکایی: طیف «معیار» یا «جریان اصلی» انگلیسی آمریکایی
  - انگلیسی‌های بومی لاتین (اسپانیایی).
    - انگلیسی چیکانو (انگلیسی مکزیکی-آمریکایی)
    - انگلیسی میامی
    - انگلیسی لاتین نیویورک

  - انگلیسی هلندی پنسیلوانیا
  - انگلیسی یشیوا
- انگلیسی آمریکایی منطقه‌ای و محلی
  - انگلیسی آمریکای شمالی
    - انگلیسی شمالی سرزمینی: شیکاگو، کلیولند، دیترویت، میلواکی، نیویورک غربی، پایین شبه‌جزیره میشیگان و بیشتر منطقه دریاچه‌های بزرگ ایالات متحده
    - انگلیسی نیوانگلند
      - انگلیسی شرقی نیوانگلند (از جمله انگلیسی بوستون و مین)
        - انگلیسی رودآیلند

      - انگلیسی غربی نیوانگلند: کنکتیکت، دره هادسون، ماساچوست غربی و ورمونت

    - انگلیسی شمال مرکزی (میانه غربی بالا): بروکوی، مینوت، بیسمارک، بمیجی، چیشولم، دولوث، مارکوئت و غیره.

  - انگلیسی کلانشهری نیویورک
  - انگلیسی فرامنطقه‌ای جنوب شرقی
    - انگلیسی میانه آمریکایی
      - انگلیسی شمال میانه: آیووا سیتی، اوماها، لینکلن، کلمبیا، اسپرینگفیلد، مونسی، کلمبوس و غیره.
      - انگلیسی جنوب میانه: اوکلاهاما سیتی، تولسا، توپکا، ویچیتا، کانزاس سیتی، سنت لوئیس (گذار)، دکاتور، ایندیاناپولیس، سینسیناتی، دیتون و غیره.

    - انگلیسی "های تایدر": گویش سنتی خلیج چساپیک، تنجیر، اوکراکوک، کرانه‌های بیرونی، جزایر سدی ویرجینیا و غیره.
    - انگلیسی نیواورلئانی
    - انگلیسی فیلادلفیایی
      - انگلیسی بالتیموری

    - انگلیسی جنوبی آمریکایی
      - انگلیسی آپالاشیایی جنوبی: لیندن، بیرمنگام، چاتانوگا، ناکسویل، اشویل، و گرین‌ویل
      - انگلیسی تگزاسی: لوبوک، اودسا و دالاس
      - انگلیسی تنسی: نشویل، مورفریسبورو، ممفیس

  - انگلیسی غرب آمریکایی
    - انگلیسی کالیفرنیا
    - انگلیسی شمال غربی اقیانوس آرام

  - انگلیسی غرب پنسیلوانیا (پیتسبرگ)
- انگلیسی آمریکایی منقرض یا در حال انقراض
  - بونتلینگ
  - انگلیسی کهنه آمریکای جنوبی
  - انگلیسی میانه آتلانتیک یا ترنس‌آتلانتیک
- زبان‌های ترکیبی مبتنی بر انگلیسی آمریکایی (کرئول‌ها یا پیجین‌ها)
  - کریول آفریقایی-سمینول
  - زبان گولا / انگلیسی کریول جزیره دریایی
  - پیجین هاوایی

### کانادا
انگلیسی کانادایی:
- انگلیسی بومیان کانادا
  - بانگی از مردم متی کانادایی با تبار بریتانیایی
- انگلیسی کانادایی اطلس
  - انگلیسی لوننبورگ
  - انگلیسی نیوفاندلند
- انگلیسی تورنتو بزرگ
- انگلیسی دره اتاوا
- انگلیسی کبک
- انگلیسی معیار کانادایی
  - انگلیسی شمال غربی اقیانوس آرام

## کارائیب، آمریکای مرکزی و جنوبی

### کارائیب
- انگلیسی کارائیبی

### باهاما
- انگلیسی باهامایی
  - کریول باهامایی

### باربادوس
- انگلیسی باجان

### بلیز
- انگلیسی بلیزی

### برمودا
- انگلیسی برمودایی

### جزایر کیمن
- انگلیسی جزایر کیمن

### جزایر فالکلند
- انگلیسی جزایر فالکلند

### گویان
- انگلیسی گویانی

### هندوراس
- انگلیسی جزایر خلیج

### جامائیکا
- انگلیسی جامائیکایی
  - پتوای جامائیکایی

### سابا
- انگلیسی سابایی

### سنت وینسنت و گرنادین‌ها
- انگلیسی وینسنتی
  - کریول وینسنتین
  - ایاریک

### ترینیداد و توباگو
- انگلیسی ترینیدادی

## آسیا

### بنگلادش
- انگلیسی بنگلادشی (بنگلی یا بنگلیشی)

### برونئی
- انگلیسی برونئیایی

### میانمار
- انگلیسی میانماری

### هنگ کنگ
- انگلیسی هنگ کنگی

### چین
- انگلیسی پیجین چینی (منقرض)
- چینگلیش

### هند
- انگلیسی معیار هندی
  - انگلیسی هندی: انگلیسی «معیار» که توسط دولت و افراد تحصیل کرده استفاده می‌شود، از امپراتوری هند بریتانیا گرفته شده‌است.
  - انگلیسی باتلر: (همچنین انگلیسی باربر یا انگلیسی آشپزخانه)، زمانی یک گویش شغلی، اکنون یک گویش اجتماعی.
  - هنگلیسی: استفاده ترکیبی رو به رشد از زبان‌های انگلیسی و هندی.
- انگلیسی هندی منطقه‌ای و محلی
  - منطقه شرقی: انگلیسی اوریا، انگلیسی مایتیلی، انگلیسی آسامی/بنگالی، انگلیسی هندی شمال شرقی و غیره.
  - منطقه غرب: انگلیسی گجراتی، انگلیسی ماهاراشتری و غیره.
  - منطقه شمالی: انگلیسی هندوستانی، انگلیسی دهلی/پنجابی، انگلیسی اوتار پرادش/بیهاری، انگلیسی راجستانی و غیره.
  - منطقه جنوبی: انگلیسی تلوگو، انگلیسی کانادایی، کانگلیسی، تنگلیسی، تانگلیش، انگلیسی تامیل، انگلیسی مالاییایی و غیره.

### ژاپن
- انگلیسی ژاپنی

### کره
- انگلیسی کره‌ای
  - کنگلیش

### مالزی
- انگلیسی مالزیایی
- مانگلیش

### خاورمیانه
- انگلیسی خاورمیانه (یا عربلیش)

### نپال
- انگلیسی نپالی

### پاکستان
- انگلیسی پاکستانی

### فیلیپین
- انگلیسی فیلیپینی

### سنگاپور
- انگلیسی سنگاپوری
- سینگلیش

### سری لانکا
- انگلیسی سری لانکایی

## آفریقا

### کامرون
- انگلیسی کامرونی

### گامبیا
- انگلیسی گامبیایی

### غنا
- انگلیسی غنایی

### کنیا
- انگلیسی کنیایی

### لیبریا
- انگلیسی لیبریایی
- زبان مریکو

### مالاوی
- انگلیسی مالاویایی

### نامیبیا
- ناملیش

### نیجریه
- انگلیسی نیجریه‌ای

### سیرالئون
- انگلیسی سیرالئونی

### آفریقای جنوبی
- انگلیسی آفریقای جنوبی: انگلیسی سیاه‌پوستان آفریقای جنوبی، انگلیسی سفیدپوستان آفریقای جنوبی، انگلیسی هندی‌های آفریقای جنوبی و غیره.
  - انگلیسی کیپ فلتس

### اقیانوس اطلس جنوبی
- انگلیسی اطلس جنوبی که در تریستان دا کونا و سنت هلن صحبت می‌شود[۳]

### اوگاندا
- انگلیسی اوگاندایی

### زامبیا
- انگلیسی زامبیایی

### زیمبابوه
- انگلیسی زیمبابوه‌ای

## اقیانوسیه

### استرالیا
انگلیسی استرالیایی
- استرالیایی عمومی: استرالیایی گسترده، لهجه واگ و غیره.
  - انگلیسی بومی استرالیایی
  - انگلیسی استرالیای جنوبی
  - انگلیسی استرالیای غربی
  - انگلیسی تنگه تورس

### فیجی
- انگلیسی فیجیایی

### نیوزلند
انگلیسی نیوزیلندی: انگلیسی مائوری، لهجه جنوبی، لهجه تاراناکی و غیره.

## اقیانوس اطلس جنوبی
- انگلیسی اطلس جنوبی

## انگلیسی جهانی
این گویش‌ها تقریباً در سراسر جهان در مکالمات روزمره استفاده می‌شوند و به‌عنوان زبان میانجی و برای تعیین قواعد و دستورالعمل‌ها و دستور زبان استفاده می‌شوند.
- انگلیسی معیار
- انگلیسی ویژه
- انگلیسی بین‌المللی
- انگلیسی به عنوان زبان میانجی
- انگلیسی ساده کاربردی